# Café Express
Café Express is een Italiaanse film van Nanni Loy die werd uitgebracht in 1980.

## Samenvatting
Michele Abbagnano is een armoedzaaier uit Napels die moeite heeft om de eindjes aan elkaar te knopen. Wanneer zijn zoon ernstig ziek wordt heeft hij een grote som geld nodig om de genezing te kunnen betalen. Hij probeert dat geld te verdienen door stiekem koffie te verkopen in de trein die rijdt tussen Vallo della Lucania en Napels en door de passagiers allerlei kleine diensten te bewijzen. 
De spoorwegdirectie krijgt lucht van zijn illegale handeltje en zendt treincontroleurs op hem af. Michele krijgt ook af te rekenen met een bende gauwdieven die hem als medeplichtige voor hun zakkenrollerij willen inlijven.

## Rolverdeling
| Acteur               | Personage                                                          |
| -------------------- | ------------------------------------------------------------------ |
| Nino Manfredi        | Michele Abbagnano                                                  |
| Adolfo Celi          | hoofdinspecteur Ramacci-Pisanelli van het Ministerie van Transport |
| Vittorio Caprioli    | Improta, leider van de zakkenrollers                               |
| Vittorio Mezzogiorno | Diodato, 'Amitrano', medeplichtige van Improta                     |
| Antonio Allocca      | Califano, medeplichtige van Improta                                |
| Gigi Reder           | Antonio Cammarota, de brancardier                                  |
| Silvio Spaccesi      | Giuseppe Sanguigno, de treinconducteur                             |
| Gerardo Scala        | Nicola Scognamiglio, de treincontroleur                            |
| Luigi Basagaluppi    | Vigorito, de treincontroleur (de dronkaard)                        |
| Marisa Laurito       | Liberata, vriendin van Ferdinando                                  |
| Marzio Honorato      | Ferdinando, vriend van Liberata                                    |
| Vittorio Marsiglia   | Picone, de zakenman uit Napels                                     |
| Maurizio Micheli     | de zakenman uit Piëmont                                            |
| Clara Colosimo       | Valmarana, de zakenvrouw uit Piëmont                               |
| Giovanni Piscopo     | zoon van Michele, bijgenaamd 'Cazzillo'                            |
| Tano Cimarosa        | Panepino, de spoorwegpolitie-officier                              |
| Nino Terzo           | Zappacosta, stationchef van Vallo della Lucania                    |